# John Sintorn
John Oskar Sintorn, född 6 februari 1903 i Landa församling, Hallands län, död 14 december 1995 i Västerås, var en svensk elektroingenjör.
Sintorn avlade studentexamen i Göteborg 1924, utexaminerades från Chalmers tekniska institut 1927 och studerade vid Handelshögskolan i Göteborg 1931–1932. Han var ingenjör vid Asea i Västerås och Göteborg 1928–1935, driftsingenjör vid Uddevalla elektricitetsverk 1935, blev föreståndare för Sala elektricitets- och vattenverk 1939, överingenjör och chef för Västerås stads tekniska verk 1941 (som efterträdare till Gerhard Geston) och var direktör för Västerås Kraftvärmeverks AB från 1961. Han var styrelseledamot i Svenska elektriska materielkontrollanstalten, Sveriges högskoleutbildade elektroingenjörers riksförbund och Värmeverksföreningen.